# Johannes Honterus
Johannes Honterus (Johann Honter), född 1498, död 1549, var Transsylvaniens reformator.
Johannes Honterus var humanist, berömd kartograf och grundade Transsylvaniens första tryckeri. På 1530-talet började han reformationen i Brașov (Kronstadt), där han 1544 blev kyrkoherde. Honterus nydanade även skolväsendet och gjorde en betydande insats i dåtida rättsväsen med en handbok i borgerlig rätt. Hans Formula reformationis från 1542 blev 1547 omarbetad till kyrkoordning, gällande för alla tyskar i Transsylvanien. Honterus skrifter i urval utgavs 1898 av Oskar Netoliczka.